# Xã Ross, Quận Monroe, Pennsylvania
Xã Ross (tiếng Anh: Ross Township) là một xã thuộc quận Monroe, tiểu bang Pennsylvania, Hoa Kỳ. Năm 2010, dân số của xã này là 5.940 người.